# Ochotnica (Natura 2000)
Ochotnica (kod PLH120050) – specjalny obszar ochrony siedlisk sieci Natura 2000, zlokalizowany na terenie województwa małopolskiego. Obszar obejmuje powierzchnię 1800 m².
Teren wyznaczony został w celu długotrwałego zabezpieczenia populacji zagrożonego wymarciem gatunków zwierząt jakim jest podkowiec mały Rhinolophus hipposideros.